# Millersburg (Oregón)
Millersburg es una ciudad ubicada en el condado de Linn en el estado estadounidense de Oregón. En el año 2000 tenía una población de 651 habitantes y una densidad poblacional de 56 personas por km².

## Geografía
Millersburg se encuentra ubicada en las coordenadas 44°40′30″N 123°4′10″O / 44.67500, -123.06944.

## Demografía
Según la Oficina del Censo en 2000 los ingresos medios por hogar en la localidad eran de $35,469 y los ingresos medios por familia eran $48,393. Los hombres tenían unos ingresos medios de $35,909 frente a los $25,625 para las mujeres. La renta per cápita para la localidad era de $16,964. Alrededor del 8.7% de la población estaban por debajo del umbral de pobreza.